# Шмидт, Кристиан
Ханс Кристиа́н Фридрих Шмидт (нем. Hans Christian Friedrich Schmidt; род. 26 августа 1957, Обернцен) — немецкий политик, член ХСС. Федеральный министр продовольствия и сельского хозяйства Германии с 17 февраля 2014 года до 14 марта 2018 года. В 2005—2013 годах являлся парламентским статс-секретарём при федеральном министерстве обороны Германии, после выборов в бундестаг 2013 года до назначения министром занимал должность парламентского статс-секретаря при федеральном министерстве экономического сотрудничества и развития Германии. В 2021 году стал Верховным представителем по Боснии и Герцеговине (власти России, Китая, Республики Сербской и Сербии не признают его полномочия).

## Биография
Кристиан Шмидт родился в семье пекаря. Получив аттестат зрелости в 1976 году, Кристиан Шмидт отслужил в армии и с 1977 года изучал юриспруденцию в Эрлангене и Лозанне. В 1974 году Шмидт вступил в Молодёжный союз и ХСС. В 1980—1982 годах являлся председателем районного отделения Молодёжного союза в Нойштадт-ан-дер-Айш, а в 1982—1991 годах возглавлял окружное отделение по Средней Франконии. Сдал первый государственный экзамен на юриста в 1982 году, второй — в 1985 году. С 1985 года получил допуск к адвокатской работе.
В 1989—1993 годах и вновь с 1999 года Кристиан Шмидт входит в состав земельного правления ХСС. В 1999—2009 годах возглавлял районное отделение партии в Фюрте. С 8 октября 2011 года Кристиан Шмидт занимает пост заместителя председателя ХСС и отвечает за вопросы внешней и европейской политики, а также безопасности и поддерживает контакты с дружественными партиями в рамках Европейской народной партии. Шмидт занимается отношениями ХСС с Израилем, Хорватией, Австрией, США и Великобританией. Кристиан Шмидт является депутатом бундестага с 1990 года.
С 23 ноября 2005 года Кристиан Шмидт занимал должность парламентского статс-секретаря в федеральном министерстве обороны. В третьем кабинете Ангелы Меркель в 2013 год Кристиан Шмидт перешёл статс-секретарём в федеральное министерство экономического сотрудничества и развития. 17 февраля 2014 года Кристиан Шмидт стал преемником Ханс-Петера Фридриха на посту федерального министра продовольствия и сельского хозяйства.
24 октября 2017 года получил в дополнение к прежнему второй министерский портфель — транспорта и цифровой инфраструктуры.
14 марта 2018 года было сформировано четвёртое правительство Меркель, в котором Шмидт не получил никакого назначения.
27 мая 2021 года Верховный представитель по Боснии и Герцеговине Валентин Инцко заявил о своей отставке. В тот же день послы стран Руководящего комитета Совета по выполнению мирного соглашения по Боснии и Герцеговине приняли решение о назначении Кристиана Шмидта Верховным представителем по Боснии и Герцеговине без согласия России (члена комитета и одного из гарантов выполнения Дейтонского соглашения) и Республики Сербской. В июле 2021 года Россия и Китай внесли в Совет Безопасности ООН резолюцию, предлагающую назначение Кристиана Шмидта Верховным представителем лишь до 31 июля 2022 года, а затем ликвидацию должности Верховного представителя. Однако 3 других постоянных члена Совета Безопасности ООН (США, Великобритания и Франция) и 10 временных принятие этой резолюции провалили, воздержавшись при голосовании. В итоге 31 августа 2021 года Кристиан Шмидт приступил к обязанностям Верховного представителя без согласия СБ ООН. В связи с этим власти России, Китая, Республики Сербской и Сербии сочли его нелегитимным.
На посту Верховного представителя Шмидт активно использовал свои «боннские полномочия» (право отменять решения любого уровня и делать юридически обязывающие предписания), в частности для преодоления тупика, связанного с тем, что в Федерации Боснии и Герцеговины по итогам выборов в октябре 2022 года не получалось сформировать правительство.

## Личная жизнь
Кристиан Шмидт женат, у супругов есть две дочери.